# Pere Solé
Pere Solé Junoy (Barcelona, España, 7 de mayo de 1905 — Barcelona, España, 25 de febrero de 1982) fue un exfutbolista español que se desempeñaba como centrocampista.

## Clubes

### Como futbolista
| Club              | País   | Año       |
| ----------------- | ------ | --------- |
| R. C. D. Español  | España | 1928-1936 |
| Real Murcia C. F. | España | 1940-1941 |

### Como entrenador
| Club             | País   | Año       |
| ---------------- | ------ | --------- |
| R. C. D. Español | España | 1943      |
| C. E. Sabadell   | España | 1944-1945 |
| Real Betis       | España | 1945-1946 |
| U. D. Melilla    | España | 1950-1951 |
| U. D. Orensana   | España | 1951-1952 |
| R. C. D. Español | España | 1963-1965 |